# Neurosis
Neurosis é uma banda de Metal com elementos do alternativo/industrial/hardcore com influências que variam do punk e Doom/Sludge Metal ao
Dark Ambient, música ambiente, industrial e noise. A banda é de Oakland,
California, Estados Unidos.

## História
No ano de 1985, a banda começou com um estilo calcado no hardcore/crossover thrash até progredirem gradualmente para
uma variedade de estilos, chegando a uma mistura profunda e sem igual de heavy metal e acústico e um ambient music minimalista que que depois provou-se influente na cena doom metal. Embora a banda foi rotulada no gênero crossover thrash, provavelmente por causa da forte influência do punk/hardcore que a banda tinha no início,
eles evoluiram continuamente num estilo que as pessoas podem se referir como Apocalyptic Folk. O som do Neurosis pode remeter ao trabalho mais experimental do Swans e do Pink Floyd. Assim como alguns fãs antigos ficaram desapontados com a constante mudança de sonoridade da banda, a banda armazenou aclamação de críticos como também
de ouvintes novos. A banda também fundou o seu próprio selo batizado de Neurot Records, especializadas em bandas
experimentais como Made Out Babies, Isis, Jesu e Red Sparowes.

## Integrantes
- Scott Kelly - guitarra, vocal
- Steve von Till - guitarra, vocal
- Dave Edwardson - baixo, sintetizador, vocal
- Noah Landis - órgão, piano, samples
- Jason Roeder - bateria

### Ex-membros
- Chad Salter - guitarra
- Simon McIlroy - teclado

## Discografia

### Álbuns de estúdio
- Pain of Mind (1988)
- The Word as Law (1990)
- Souls at Zero (1992)
- Enemy of the Sun (1993)
- Through Silver in Blood (1996)
- Times of Grace (1999)
- A Sun that Never Sets (2001)
- The Eye of Every Storm (2004)
- Given to the Rising (2007)
- Honor Found in Decay (2012)
- Fires within Fires (2016)

### EP's
- Aberration (1989)
- Locust Star (1989)
- Sovereign (2000)

### Split
- Neurosis & Jarboe (2003)

### Ao vivo
- Live In Lyon (2002)
- Live in Stockholm (2003)
- Live at Roadburn 2007 (2010)

### DVD/vídeo
- A Sun that Never Sets (2002)

### Coletâneas/tributos
- Virus 100 - A Tribute To Dead Kennedys (1992)
- In These Black Days - A Tribute To Black Sabbath 3X7" (????)

## Bandas paralelas
- Tribes of Neurot - O alter ego da banda. Um coletivo de músicos de bandas como Isis e Swam tocando música ambiente com climas soturnos e caóticos.
- Scott Kelly and the Road Home
- Blood and Time
- Culper Ring
- Red Sparowes